# Allobates caeruleodactylus
Allobates caeruleodactylus är en groddjursart som först beskrevs av Lima och Caldwell 200.  Allobates caeruleodactylus ingår i släktet Allobates och familjen Aromobatidae. IUCN kategoriserar arten globalt som otillräckligt studerad. Inga underarter finns listade i Catalogue of Life.